# Ochrosia basistamina
Ochrosia basistamina är en oleanderväxtart som beskrevs av Hendrian. Ochrosia basistamina ingår i släktet Ochrosia och familjen oleanderväxter. Inga underarter finns listade i Catalogue of Life.